# Lista decoraților cu Ordinul „Gloria Muncii” (anii 2000)
Articol principal: Ordinul „Gloria Muncii” (Republica Moldova). Vezi și: anii 1990 • anii 2010 • anii 2020
Ordinul „Gloria Muncii” este un ordin oficial în Republica Moldova, care se conferă pentru rezultate excepționale în muncă, activitate publică de vază, și contribuții substanțiale în domeniul culturii, științei, sportului, vieții publice sau social-economice. Este conferit de către Președintele Republicii Moldova.
Pagina dată conține lista tuturor persoanelor, întreprinderilor, instituțiilor, organizațiilor, colectivelor de creație și unităților militare care au fost decorate cu Ordinul „Gloria Muncii” pe parcursul anilor 2000.

## Persoane și organizații decorate

### 2000
- Arcadie Dziubinschi, prim-vicepreședinte al Consiliului Organizației Veteranilor din Republica Moldova[2]
- Igor Tavrolov, inginer principal la Societatea pe Acțiuni „Uzina Metalurgică Moldovenească”[3]
- Alexei Andrievschi, Ambasador Extraordinar și Plenipotențiar al Republicii Moldova în Ucraina[4]
- Larisa Iakunina, profesor-consultant la Universitatea de Stat de Medicină și Farmacie „Nicolae Testemițanu”[5]
- Zaifulla Suleimanov, director al Societății pe Acțiuni „Alimentarmaș”[6]
- Petru Neamțu, prim-dirijor al Orchestrei de Muzică Populară „Folclor” a Companiei de Stat „Teleradio-Moldova”[7]
- Gheorghe Cimpoieș, rector al Universității Agrare de Stat din Moldova[8]
- Mihail Plămădeală, general-maior de poliție în rezervă[9]
- Andrei Morari, director general al Întreprinderii de Stat pentru Comerț Exterior „Moldova EXIM”[10]
- Anatoli Badica, președinte al Întreprinderii de Stat de Producție „Fertilitatea-ALMO”, Chișinău[11]
- Valeriu Ciobanu, director general al Societății pe Acțiuni „UNIC-SEM”, Chișinău[11]
- Nicolae Robu, protoiereu mitrofor, protopop al județului Chișinău[12]
- Maria Postoico, președinte al Comisiei pentru securitatea statului și asigurarea ordinii publice a Parlamentului[13]
- Dumitru Țurcanu, director general al Companiei de Televiziune „NIT”[14]
- Vlada-Tatiana Dumbravă, șef de catedră la Universitatea de Stat de Medicină și Farmacie „Nicolae Testemițanu”[15]
- Ștefan Andronic, dirijor al Studioului Coral „Vocile Primăverii”, Chișinău[16]
- Victor Creangă, conducător artistic al Capelei Corale „Balada”, Hîncești[16]
- Valentin Zaporojan, director al Întreprinderii „Colprodcoop”, Sîngerei[17]
- Petru Catan, membru al Consiliului Organizației Veteranilor din municipiul Chișinău[18]
- Nicolai Ceaplîghin, președinte al Consiliului Organizației Veteranilor din județul Bălți[18]
- Andrei Cozac, președinte al Organizației Primare a Veteranilor din comuna Susleni, județul Orhei[18]
- Alexandru Doroganici, președinte al Consiliului Organizației Veteranilor din sectorul Buiucani, municipiul Chișinău[18]
- Nicon Ghelețchi, președinte al Consiliului Organizației Veteranilor din județul Chișinău[18]
- Nimetula Hairedinov, președinte al Consiliului Organizației Veteranilor din orașul Rezina, județul Orhei[18]
- Pavel Maloman, membru al Prezidiului Consiliului Organizației Veteranilor din Republica Moldova[18]
- Viktor Nikolaev, președinte al Consiliului Organizației Veteranilor din sectorul Centru, municipiul Chișinău[18]
- Procopie Păun, președinte al Consiliului Organizației Veteranilor din județul Ungheni[18]
- Filip Scutelnic, președinte al Consiliului Organizației Veteranilor din sectorul Glodeni, județul Bălți[18]
- Serghei Sidorenco, membru al Consiliului Organizației Veteranilor din Republica Moldova[18]
- Ghennadi Șarafulin, președinte al Consiliului Organizației Veteranilor din unitatea teritorială autonomă Găgăuzia[18]
- Fiodor Șipuc, președinte al Consiliului Organizației Veteranilor din județul Cahul[18]
- Ivan Vlaskov, președinte al Consiliului Organizației Veteranilor din sectorul Rîșcani, județul Bălți[18]
- Piotr Voronin, membru al Consiliului Organizației Veteranilor din Republica Moldova[18]
- Dumitru Zidu, președinte al Consiliului Organizației Veteranilor din Republica Moldova[18]
- Alexandru Rusu, director general al firmei „Baștina - RADOG”[19]
- Isai Cîrmu, membru al Uniunii Artiștilor Plastici[20]
- Stela Școla, director general al Societății pe Acțiuni „Moldtelecom”[21]
- Vasile Negruță, șef de laborator la Muzeul Național de Arte Plastice[22]
- Nicolae Răileanu, director al Muzeului Național de Istorie a Moldovei[22]
- Nikolai Oleinik, președinte al Comunității Ucrainene din Republica Moldova[23]
- Nina Țurcan, președinte al Sindicatului Anagajaților din Serviciile Publice (Sind ASP)[24]
- Pavel Rivilis, profesor universitar, membru al Uniunii Compozitorilor și Muzicologilor din Moldova[25]
- Vladimir Rotaru, profesor universitar, membru al Uniunii Compozitorilor și Muzicologilor din Moldova[25]
- Maria Scripnic, director al Magazinului Universal Central „UNIC” S.A. din Chișinău[26]
- Pavel Ciobanu, președinte al Federației Moldovenești de Fotbal[27]
- Grigori Korzun, președinte al Clubului de Fotbal „Tiligul”, Tiraspol[27]
- Constantin Cozub, consultant în Departamentul Analize Statistice și Sociologice[28]
- Mihai Corlăteanu, profesor universitar la Universitatea de Stat de Medicină și Farmacie „Nicolae Testemițanu”[29]
- Gheorghe Dodu, medic-șef al Sanatoriului-Profilactoriu „Constructorul”[29]
- Dumitru Frunze, șef de secție la Policlinica Stomatologică Republicană[29]
- Eremia Zota, șef de catedră la Universitatea de Stat de Medicină și Farmacie „Nicolae Testemițanu”[29]
- Sergiu Chircă, prim prorector al Academiei de Studii Economice din Moldova[30]
- Petru Gaugaș, prim-prorector al Universității de Stat din Moldova[30]
- Ștefan Zghibarțî, șef al Biroului Asociat de Avocați „Corect”, Chișinău[31]
- Mihail Șabarcin, director al Combinatului de Vinuri și Coniacuri din Bălți[32]
- Valerian Cristea, președinte al Comisiei pentru protecție socială, sănătate și familie a Parlamentului[33]
- Kazimir Buzikevici, președinte al Consiliului de conducere al Întreprinderii Mixte Moldo-Germane „CMC-KNAUF” S.A., Bălți[34]
- Nicolae Carauș, director general al Firmei „Magic V.S.” SRL, Chișinău[34]
- Ștefan Tulum, director general al Societății pe Acțiuni „Inconarm”, Chișinău[34]
- Procopie Duca, șef adjunct al Inspectoratului Fiscal Principal de Stat[35]
- Ana Melnic, consultant principal la Centrul Național de Studii și Informare pentru Problemele Femeii[36]
- Victor Zănoagă, medic-șef la Centrul Republican de Recuperare a Sănătății Invalizilor și Pensionarilor „Speranța”[37]
- Vasili Stolearov, șef de facultate la Academia de Poliție „Ștefan cel Mare”[38]
- Grigore Zaharia, vicepreședinte al Consiliului Județean Orhei[39]
- Eleonora Constantinov, regizor la Teatrul Național de Operă și Balet[40]
- Nicolae Dohotaru, director artistic al Teatrului Național de Operă și Balet[40]
- Maria Balan, laborantă la Institutul de Cercetări pentru Pomicultură[41]
- Ilie Donică, director general adjunct al Institutului de Cercetări pentru Pomicultură[41]
- Oleg Moldovan, medaliat cu argint la Jocurile Olimpice la proba tragere la țintă[42]
- Vladimir Burlacu, director adjunct al Direcției sănătate a județului Orhei[43]
- Alexandra Tetiu, asistentă medicală superioară la Centrul Medicilor de Familie Edineț[43]
- Nicolae Andronati, rector al Universității Pedagogice de Stat „Ion Creangă”[44]
- Mitrofan Cioban, prorector al Universității de Stat din Tiraspol[44]
- Titus Jucov, director artistic al Teatrului Republican de Păpuși „Licurici”[45]
- Ana Gheorghița, director al Liceului „Natalia Dadiani” din Chișinău[46]
- Vasile Niguleanu, șef de catedră la Universitatea de Stat de Medicină și Farmacie „Nicolae Testemițanu”[46]
- Ion Valuță, profesor universitar la Universitatea Tehnică din Moldova[46]
- Vitalie Grușac, pugilist, medaliat cu bronz la Jocurile Olimpice[47]
- Valentina Andreev, director general al Societății pe Acțiuni „Tricon”, Cahul[48]
- Iurie Borș, director al Întreprinderii Individuale „Creator-IU.Borș”, Chișinău[48]
- Alexandra Can, director general al Fabricii de Articole de Marochinărie „Artima” S.A., Chișinău[48]
- Aglaia Ostrovscaia, director al Fabricii de Confecții „Ionel” S.A., Chișinău[48]
- Vladimir Capanji, medic la Spitalul Sectorial Ceadîr-Lunga[49]
- Victor Cebotaru, medic-șef al Asociației Medicale Teritoriale a sectorului Ciocana, Chișinău[49]
- Mihail Cuharschi, director al Centrului de viticultură și proiectare al Institutului Național al Viei și Vinului[50]
- Galina Diaur, șef de laborator la Institutul Național al Viei și Vinului[50]
- Nicolai Panuli, director general al Concernului de Stat „Apă-Canal”[51]
- Iustinian (Victor Ovcinicov), episcop de Tiraspol și Dubăsari[52]
- Anatolie (Gheorghe Botnari), episcop de Cahul și Lăpușna[52]
- Dorimedont (Nicolae Cecan), episcop de Edineț și Briceni[52]
- Petru (Valeriu Musteață), protopop de Ungheni[52]
- Veaceslav Șpac, protoiereu-mitrofor, consilier al Mitropolitului Chișinăului și al Întregii Moldove[52]
- Ioan Vulpe, protoiereu-mitrofor, protopop de Orhei[52]
- Teodor Bodean, referent la Mitropolia Chișinăului și a Întregii Moldove[52]
- Iraida Iacovleva, colaborator științific principal la Institutul Oncologic din Moldova[53]
- Dumitru Sofroni, director al Institutului Oncologic din Moldova[53]
- Alexandru Ciubotaru, director al Grădinii Botanice[54]
- Valeriu Ropot, cercetător științific superior la Institutul de Chimie al Academiei de Științe a Moldovei[54]
- Gheorghe Singur, colaborator științific principal la Centrul de Studiere a Problemelor Pieței al Academiei de Științe a Moldovei[54]
- Eugenia Mihailov, director general al Departamentului Analize Statistice și Sociologice[55]
- Alexei Barbăneagră, conferențiar universitar la Universitatea Liberă Internațională din Moldova, director al Centrului de Drept al Uniunii Avocaților din Republica Moldova[56]
- Nicolae Chiseev, judecător la Curtea Constituțională[56]
- Nicanor Cojocaru, judecător la Curtea Supremă de Justiție[56]
- Alexandru Mardare, judecător la Curtea Supremă de Justiție[56]
- Gheorghe Mîrzac, vicepreședinte al Curții de Apel[56]
- Vasile Pascari, vicepreședinte al Curții Supreme de Justiție[56]
- Lidia Axionova, profesor universitar la Universitatea de Stat a Artelor[57]
- Ion Strașnic, membru al Consiliului Coordonator al Audiovizualului[58]
- Arseni Botnaru, solist-vocalist în Ansamblul de Cântece și Dansuri „Hora Moldovei” al Ministerului Afacerilor Interne[59]
- Vasile Crăciun, șef de catedră la Universitatea de Stat a Artelor[60]
- Vincent F. Morabito, director general al Centrului pentru Reforma Business-ului Privat din SUA[61]
- Val Sibirsky, director adjunct al Centrului pentru Reforma Business-ului Privat din SUA[61]
- Emilia Burmenco, președinte al Consiliului veteranilor al Asociației Surzilor[62]
- Albert Aritunean, președinte al Societății pe Acțiuni „Baștina”, județul Tighina[63]
- Valeriu Bejan, director general al Societății pe Acțiuni „Noroc”, județul Orhei[63]
- Iovu Bivol, președinte al Societății cu Răspundere Limitată „Agrodiandr”, județul Lăpușna[63]
- Ilie Caimacan, profesor universitar la Universitatea Agrară de Stat din Moldova[63]
- Ion Crețu, director al Gospodăriei de Producere a Semințelor de Elită „Fetești”, județul Edineț[63]
- Nicolae Moraru, director al Gospodăriei Agricole „Roșiori-Lux” S.R.L., județul Bălți[63]
- Dumitru Panaghiu, lăcătuș la Societatea pe Acțiuni „Aroma”, Chișinău[63]
- Ivan Ruicev, președinte al Societății pe Acțiuni „1 Mai”, județul Taraclia[63]
- Mihail Stratulat, președinte al Societății pe Acțiuni „Fertilitatea-Chișinău”[63]
- Dionis Urîtu, director al Societății pe Acțiuni „Nistru-Vin”, județul Chișinău[63]
- Iurie Vrabie, președinte al Societății cu Răspundere Limitată „Progagroter”, județul Ungheni[63]
- Maria Zaharia, muncitoare la Societatea pe Acțiuni „Bucuria”, Chișinău[63]
- Dmitri Zamfirov, director al Societății cu Răspundere Limitată „Tarsal-Agro”, județul Cahul[63]
- Fiodor Iacovlenco, director general al Societății pe Acțiuni „Zorile”[64]
- Nadejda Șișcan, profesor universitar la Academia de Studii Economice din Moldova[65]
- Petru Andrieș, președinte al Consiliului Organizației Veteranilor din județul Soroca[66]
- Tamara Axionova, președinte al Consiliului Organizației Veteranilor din sectorul Ceadîr-Lunga[66]
- Antonina Boldovici, președinte al Consiliului Organizației Veteranilor din sectorul Leova, județul Lăpușna[66]
- Nicolas Nicula, director general al Societății pe Acțiuni „Covoare-Ungheni”[67]
- Alexei Ivanov, șef al Inspectoratului Fiscal de Stat al județului Orhei[68]
- Mihail Darciuc, șef de secție la Spitalul Clinic Municipal de Urgență, Chișinău[69]
- Victor Savin, director al Departamentului sănătății al Primăriei municipiului Chișinău[69]
- Anatolie Apostol, director al Filialei Vulcănești a Societății pe Acțiuni „RED-Sud”[70]
- Mihai Cernei, director al Societății pe Acțiuni „Rețelele Electrice Chișinău”[70]
- Alexandru Pascari, locotenent-colonel de poliție[71]
- Anatolie Simac, general de brigadă[71]
- Marcel Chistruga, regizor[72]
- Vladimir Druc, regizor[72]
- Adrian Usatîi, consilier al Președintelui Republicii Moldova, secretar al Consiliului Suprem de Securitate[73]

### 2001
- Vasile Lanciu, vicedirector general al Firmei „Baștina-RADOG”[74]
- Ion Nanu, șef adjunct al Firmei de Construcție a Drumurilor „Edilitate” S.A.[75]
- Ion Boian, cercetător științific superior la Institutul de Științe ale Educației[76]
- Eugen Gheorghiță, șef de catedră la Universitatea de Stat din Tiraspol[76]
- Valentin Guzgan, director al Liceului Român-Englez „Ion Creangă” din Chișinău[76]
- Eugen Mamot, director artistic și dirijor al Studioului Muzical-Coral „Lia-Ciocîrlia”, Chișinău[77]
- Anatoli Fisun, director general al Societății pe Acțiuni „Floarea Soarelui” din Bălți[78]
- Vasili Dolghi, inginer-șef la Filiala „Rețelele Electrice de Tensiune Înaltă Nord” a Întreprinderii de Stat „Moldelectrica”[79]
- Nicolae Sandu, șef de sector la Societatea pe Acțiuni „Electrocon”[79]
- Mihail Zamșa, șef al Filialei Criuleni a Societății pe Acțiuni „Rețelele Electrice” din municipiul Chișinău[79]
- Petru Caduc, membru al Comitetului Național Olimpic[80]
- Petru Marta, antrenor-profesor la Liceul-Internat Republican cu Profil Sportiv[80]
- Pavel Dubalari, președinte al Consiliului de Administrație al Uniunii Centrale a Cooperativelor de Consum[81]
- Victor Cerevatîi, primar al satului Grimăncăuți, județul Edineț[82]
- Nicolae Marinciuc, șef adjunct al Aparatului Președintelui Republicii Moldova[82]
- Ion Pripa, primar al satului Pelinia, județul Bălți[82]
- Nicolae Dolghi, director general al Asociației Curativ-Sanatoriale și de Recuperare[83]
- Vladimir Bogorad, director al Institutului de Cercetări Științifice „RIF-ACVAAPARAT”, Bălți[84]
- Valeriu Canțer, director general al Societății pe Acțiuni „BAS-APARAT”, Chișinău[84]
- Vladimir Onici, conducător de brigadă în Societatea cu Răspundere Limitată „Crocmaz Agro”, județul Tighina[85]
- Boris Prozorovschi, director al Societății cu Răspundere Limitată „Bitav-Prim”, județul Bălți[85]
- Nicolae Bodur, director general al Societății pe Acțiuni „Viorica-Cosmetic”[86]
- Alexandru Ciugureanu, director general al Asociației Naționale a Producătorilor[86]
- Leonid Grigoriev, director general al Întreprinderii Mixte „Fabrica de drojdii din Chișinău” S.A.[86]
- Gheorghe Juraveli, director general al Societății pe Acțiuni „Moldova-Tur”[86]
- Simion Leva, director general al Societății pe Acțiuni „Aroma”[86]
- Corneliu Scutelnicu, director general al Societății pe Acțiuni „Giuvaier”[86]
- Ursula Honeck, președinte al Organizației „Hilfe fur Osteuropa”, Republica Federală Germania[87]
- Anatol Josanu, președinte al Companiei „JAS GROUP”[87]
- Eugenia David, scriitoare[88]
- Sofia Perev, conferențiar universitar la Universitatea Pedagogică de Stat „Ion Creangă”[89]
- Vitali Ignatenko⁠(d), director general al Agenției de Presă ITAR-TASS, președinte al Consiliului directorilor Televiziunii Publice din Rusia[90]
- Svetlana Mîslițchi, subprefect al municipiului Chișinău[91]
- Anatol Onceanu, viceprimar general al municipiului Chișinău[91]
- Serghei Beleacov, director general al Firmei Republicane de Stat „Poliresurse”[92]
- Ștefan Odagiu, membru al Consiliului Republican al Mișcării Obștești a Inventatorilor și Raționalizatorilor[93]
- Boris Bechet, actor[94]
- Ion Cuzuioc, scriitor[94]
- Ștefan Petrache, solist-vocalist[95]
- Mihai Ursu, director al Muzeului Național de Etnografie și Istorie Naturală[95]
- Zosim Bodiu, viceministru al agriculturii și industriei prelucrătoare[96]
- Veronica Bacalu, viceguvernator al Băncii Naționale a Moldovei[97]
- Nicolae Dorin, președinte al Consiliului de administrație al Băncii Comerciale pe Acțiuni „Mobiasbancă”[97]
- Vladimir Suetnov, președinte al Consiliului de administrație al Băncii Comerciale pe Acțiuni „Banca Socială”[97]
- Victor Țurcanu, președinte al Consiliului de administrație al Băncii Comerciale pe Acțiuni „Victoriabank”[97]
- Atanasia Stoianova, director general al Departamentului Relații Naționale și Funcționarea Limbilor[98]

- Efim Levit, cercetător științific superior la Institutul de Literatură și Folclor al Academiei de Științe a Moldovei[99]
- Mihai Russu, vicepreședinte al Comisiei pentru drepturile omului și minoritățile naționale a Parlamentului[100]
- Valeria Șterbeț, președinte al Curții Supreme de Justiție, președinte al Consiliului Superior al Magistraturii[101]
- Lin Zhenlong, Ambasador Extraordinar și Plenipotențiar al Republicii Populare Chineze în Republica Moldova[102]
- Alexandru Cupcenco, director al Societății pe Acțiuni „Fabrica de Brînzeturi din Cahul”[103]
- Valentin Grițco, colonel al trupelor de carabinieri (trupelor interne)[104]
- Svetlana Gozun, antrenor principal la Clubul Sportiv de Dans „Codreanca”[105]

### 2002
- Nicolae Mihul, medic-șef al Spitalului Clinic de Traumatologie și Ortopedie[106]
- Oleg Ceban, director al Întreprinderii Municipale „Direcția de Troleibuze” din Bălți[107]
- Ion Marin, profesor universitar la Universitatea de Stat de Medicină și Farmacie „Nicolae Testemițanu”[108]
- Gheorghe Anton, vicepreședinte al Comisiei pentru agricultură și industria prelucrătoare a Parlamentului[109]
- Adelgheri Liev, șef de catedră la Academia de Stat de Medicină din Stavropol⁠(d) (Federația Rusă)[110]
- Iacob Negru, președinte al Cooperativei Agricole de Producție „Agrosargal”, Hîncești[111]
- Igor Krupenikov, membru de onoare al Academiei de Științe a Moldovei, colaborator științific principal la Institutul de Cercetări pentru Pedologie și Agrochimie „N. Dimo”[112]
- Vladimir Țaranov, membru-corespondent al Academiei de Științe a Moldovei, președinte al Asociației Oamenilor de Știință din Moldova „N. Spătarul Milescu”[112]
- Djumberi Todua, membru al Comisiei pentru ecologie și dezvoltarea teritoriului a Parlamentului[113]
- Vera Meleca, membru al Prezidiului Consiliului Organizației Veteranilor din Republica Moldova[114]
- Grigore Grigoriu (Grigoriev), actor[115]
- Vaghit Alekperov⁠(d), președinte al Companiei Petroliere „Lukoil” (Federația Rusă)[116]
- Andrei Neguța, președinte al Comisiei pentru politică externă a Parlamentului[117]
- Nicolai Guțul, președinte al Cârmuirii Organizației pentru Apărarea Drepturilor Slavilor „VECE” din Republica Moldova[118]
- Constantin Pancov, lăcătuș la Societatea cu Răspundere Limitată „Chișinău-gaz”[119]
- Mariana Durleșteanu, viceministru al finanțelor[120]
- Stela Cemortan, șef de laborator la Institutul de Științe ale Educației[121]
- Olga Șpuntenco, profesor la Liceul Teoretic „Gaudeamus” din Chișinău[121]
- Dorel Cojoc, director tehnic al Combinatului de Vinuri „Cricova” S.A.[122]
- Ana Guțu, director de departament la Universitatea Liberă Internațională din Moldova[123]
- Mihail Vesti, lăcătuș la Combinatul „Moldcarton” S.A.[124]
- Igor Makarov⁠(d), președinte al Consiliului directorilor S.R.L. „ITERA”⁠(d)[125]
- Petru Griciuc, șef de serviciu în Direcția drept și relații publice a Aparatului Președintelui Republicii Moldova[126]
- Mihail Camerzan, vicepreședinte al Parlamentului[127]
- Maria Sîli, șef de secție la Întreprinderea de Producție „Codreanca” S.A., Călărași, județul Ungheni[128]
- Victor Tocan, director al Societății pe Acțiuni „Cereale-Flor”, județul Soroca[129]
- Grigore Musteață, decan al Facultății de Tehnologie și Management în Industria Alimentară a Universității Tehnice a Moldovei[130]
- Vasile Zgardan, viceministru al transporturilor și comunicațiilor[131]
- Iuri Cicinov, președinte al Societății Vânătorilor și Pescarilor din Moldova[132]
- Ralif Safin⁠(d), membru al Consiliului Federației al Adunării Federale a Federației Ruse[133]
- Afanasi Mandaji, membru al Comisiei juridice, pentru numiri și imunități a Parlamentului[134]
- Valeriu Mironescu, prim-viceministru al agriculturii și industriei alimentare[135]

### 2003
- Claudia Melnic, președinte al Băncii Comerciale „Unibank” S.A.[136]
- Evgheni Ceazov, academician al Academiei de Științe din Rusia, director general al Complexului Cardiologic Științifico-Practic al Ministerului Sănătății al Federației Ruse⁠(d)[137]
- Leonid Curuci, membru al Asociației Oamenilor de Știință din Moldova „Nicolae Spătarul Milescu”[138]
- Vasile Sturza[139]
- Alexandr Stepanov, șef de secție la Societatea pe Acțiuni „Floarea-Soarelui”, municipiul Bălți[140]
- Maria Dobrin, șefă a fermei de lapte-marfă a Cooperativei Agricole „Ciobalaccia”, Cantemir[141]
- Maria Velixar, redactor în Redacția „Comunitate” TV[142]
- Gheorghi Molla, prim-vicepreședinte al Comitetului Executiv al Găgăuziei (Gagauz-Yeri)[143]
- Grigore Fiodorov, conferențiar universitar la Universitatea de Stat din Moldova[144]
- Anatoli Colotovchin, arhitect-șef proiecte la Institutul Național de Cercetări și Proiectări „Urbanproiect”[145]
- Ivan Peev, director al Societății pe Acțiuni „Santek”, Taraclia[146]
- Alexandr Levin[147]
- Vladimir Mordeac, director al Întreprinderii de Stat pentru Silvicultură Edineț[148]
- Ion Cebotari, manager-șef al Complexului Hotelier „Codru”[149]
- Vladimir Poleacov, prim-vicedirector general al Societății pe Acțiuni „Cristal-Flor”, Florești[150]
- Ozea Rusu, director al Centrului Științifico-Practic de Neurologie și Neurochirurgie[151]
- Ion Lacusta, șef de catedră la Universitatea Agrară de Stat din Moldova[152]
- Petru Railean, președinte al Curții de Apel Economice[153]
- Semion Dragan, deputat, membru al Comisiei Parlamentului pentru economie, industrie, buget și finanțe[154]
- Taisia Anichieva, director al Liceului „Nikolai Gogol”, municipiul Chișinău[155]
- Oleg Ojog, director al Școlii Specializate pentru Copii și Tineret a Rezevelor Olimpice „Delfin” de Polo pe Apă[156]
- Gheorghe Miron, președinte al Cooperativei Agricole de Producție „Cămencenii”, raionul Orhei[157]
- Nicolae Dudău, ministru al afacerilor externe[158]
- Pantelei Tîltu, director al Cancelariei de Stat[158]
- Vasile Strîmbeanu, primar al satului Limbenii Vechi, raionul Glodeni[159]
- Boris Mihalache, director adjunct al Întreprinderii de Stat Editura „Universul”[160]

### 2004
- Vasile Didușenco, procuror al municipiului Bender[161]
- Victor Odobescu, director general al Uzinei Mecanice „ArtMet” S.A. din Chișinău[162]
- Gheorghe Țîbîrnă, vicedirector al Institutului Oncologic din Moldova[163]
- Iacob Timciuc, ministru al energeticii[164]
- Victor Andon, membru al Uniunii Cineaștilor, membru al Uniunii Scriitorilor „Nistru”[165]
- Nadejda Gargalîc, inspector fiscal principal de stat la Inspectoratul Fiscal Principal de Stat[166]
- Mihail Saracuța, paroh al Catedralei „Sfântul Nicolae” din municipiul Bălți[167]
- Zinaida Ceban, asistentă medicală superioară la Centrul Republican de Reabilitare a Invalizilor, Veteranilor Muncii și Războiului, satul Cocieri, raionul Dubăsari[168]
- Victor Zlacevski, Ambasador Extraordinar și Plenipotențiar al Republicii Moldova în Romînia[169]
- Leonid Babii, manager la Societatea pe Acțiuni „Barza Albă” din municipiul Bălți[170]
- Mihail Buciucianu, colaborator științific coordonator la Institutul de Cercetări pentru Culturile de Câmp „Selecția”, Bălți[171]
- Olga Țurcan, muncitoare la Întreprinderea Mixtă „Fabrica de drojdii din Chișinău” S.A.[172]
- Dmitri Muler, mecanic-reglor la Societatea pe Acțiuni „Tutun-CTC”[173]
- Reghina Apostolova, director al Școlii Medii Ruse nr. 14 din municipiul Chișinău[174]
- Petru Todos, prorector al Universității Tehnice a Moldovei[174]
- Viorel Țurcanu, șef de catedră la Academia de Studii Economice din Moldova[174]
- Victor Zagrebelnîi, arhitect al orașului Vulcănești[175]
- Vladimir Colesnicenco, președinte al Consiliului de Observatori al Întreprinderii Mixte Moldo-Canadiene „Jolly Alon” S.A.[176]
- Andrei Munteanu, director al Taberei de Odihnă „Miorița” din satul Ivancea, raionul Orhei[177]
- Vladimir Arnautov, șef de secție la Institutul de Matematică și Informatică al Academiei de Științe a Moldovei[178]
- Nina Volosiuc, profesor la Liceul „N. Gogol” din municipiul Chișinău[179]
- Ion Stratan, decan la Universitatea Tehnică a Moldovei[180]
- Ion Codreanu, conducător de troleibuz la Regia Transport Electric Chișinău[181]
- Ion Macari, conferențiar universitar la Universitatea de Stat din Moldova[182]
- Natalia Moldovanu, vicepreședinte al Curții Supreme de Justiție[183]
- Petru Solomaha, șef de direcție la Ministerul Economiei[184]
- Vladimir Panfilov, maior în retragere[185]
- Claudia Balaban, director general al Bibliotecii Naționale pentru Copii „Ion Creangă”[186]
- Alexandru Izvorean, profesor universitar la Universitatea de Stat de Medicină și Farmacie „Nicolae Testemițanu”[187]
- Constantin Putregai, președinte al Cooperativei Agricole de Producție „Glia”, raionul Cantemir[188]
- Victor Stihari, mecanizator la Stațiunea de Mașini și Tractoare „Fetești”, raionul Edineț[188]
- Anton Rusnac, electromontor la Societatea pe Acțiuni „Carmez”[189]
- Zinaida Chistruga, director al Camerei de Licențiere[190]
- Simion David, medic-șef al Stațiunii Balneoclimaterice „Codru” S.R.L., satul Hîrjauca, raionul Călărași[191]

### 2005
- Ion Solonenco, consilier al directorului Serviciului de Informații și Securitate al Republicii Moldova[192]
- Mihail Dolma, șef de direcție la Ministerul Energeticii[193]
- Vladimir Sorocovici, director general al Societății pe Acțiuni „Incorgaz”[193]
- Anatoli Smolev, director general al Societății pe Acțiuni „Vinuri de Comrat”[194]
- Constantin Dadu, director general al Institutului pentru Viticultură și Vinificație[195]
- Gheorghe Cucu, președinte al Camerei de Comerț și Industrie a Republicii Moldova[196]
- Valentin Goga, director general al Organizației Concertistice și de Impresariat „Moldova-Concert”[197]
- Iurie Stoicov[198]
- Ion Botgros, colonel de poliție[199]
- Iacov Copanschi, colaborator științific principal la Institutul de Cercetări Interetnice al Academiei de Științe a Moldovei[200]
- Nicolae Oriol, antrenor al Lotului Național de Lupte Libere[201]
- Grigori Cralev, maistru la Întreprinderea Municipală Regia „Apă-Canal-Bălți”[202]
- Iuri Bondarenco, membru al Prezidiului Consiliului Veteranilor Organelor Afacerilor Interne[203]
- Nichifor Ciapchii, director al Muzeului „În amintirea poporului” din orașul Ștefan Vodă[204]
- Gheorghe Bîrlădean, director al Societății pe Acțiuni „Avicola-Nord”, Fălești[205]
- Lidia Botgros-Bejenaru, solistă-vocalistă în Orchestra Națională de Muzică Populară „Lăutarii”[206]
- Andrei Palii, decan la Universitatea Agrară de Stat din Moldova[207]
- Stepan Esir, Președinte al Adunării Populare a Găgăuziei[208]
- Elena Safaleru, judecătoare la Curtea Constituțională[209]
- Vladimir Dragoș, solist-vocalist la Teatrul Național de Operă și Balet[210]
- Natalia Podarueva, pedagog-repetitor în trupa de balet a Teatrului Național de Operă și Balet[210]
- Vasile Carauș, președinte al Biroului Executiv al Uniunii Centrale a Cooperativelor de Consum[211]
- Simion Pîtîrniche, mecanizator la Întreprinderea de Producție „Moldsemporumb” S.R.L. din satul Dobrușa, raionul Șoldănești[212]
- Raisa Suveică, director al Editurii de Stat Cartea Moldovei[213]
- Marina Petrova, director al Direcției expoziții și târguri a Camerei de Comerț și Industrie[214]
- Galina Popic, director al Firmei „Intereconomservice” din orașul Rîbnița[214]
- Ion Morei, șef al Serviciului Consiliului Suprem de Securitate al Aparatului Președintelui Republicii Moldova, secretar al Consiliului Suprem de Securitate[215]
- Laurențiu Calmuțchi, prorector al Universității de Stat din Tiraspol[216]
- Valentin Gudumac, profesor universitar la Universitatea de Stat de Medicină și Farmacie „Nicolae Testemițanu” (USMF)[217]
- Ștefan Plugaru, șef de catedră la USMF[217]
- Visarion Bivol, conferențiar universitar la Universitatea de Stat din Tiraspol[218]
- Maria Cociu, profesoară la Școala Profesională din orașul Ștefan Vodă[218]
- Victor Starodub, prorector al Universității Agrare de Stat din Moldova[219]
- Universitatea de Stat de Medicină și Farmacie „Nicolae Testemițanu”[220]
- Vasile Bîrnă, director adjunct al Teatrului Republican de Păpuși „Licurici”[221]
- Vasile Chirică, director al Societății cu Răspundere Limitată „Glorinal”, municipiul Chișinău[222]
- Veaceslav Manolachi, rector al Institutului Național de Educație Fizică și Sport[222]
- Iurie Zgodov, președinte al Consiliului de Administrație al Societății pe Acțiuni „Nistru-Lada”, Chișinău[223]
- Victor Țvircun, ministru al educației, tineretului și sportului[224]
- Vasili Belous, șef al Coloanei Mecanizate nr. 15 a Stației Bender[225]
- Gheorghi Cadîn, șef al Stației mașini de cale nr. 130 a Stației Basarabeasca[225]
- Nicolai Seliverstov, șef al Stației mașini de cale nr. 294 a Stației Răuțel[225]
- Ivan Tihohod, șef serviciu la Întreprinderea de Stat „Calea Ferată din Moldova”[225]
- Dumitru Sandru, director general al Institutului Muncii[226]
- Gheorghe Șevcișin, dirijor al orchestrei Ansamblului Național Academic de Dansuri Populare „Joc”[227]
- Ilie Teleșcu, președinte al Instituției Publice Naționale a Audiovizualului Compania „Teleradio-Moldova”[228]
- Mihail Pop, ministru al finanțelor[229]
- Ivan Sandic, președinte al Consiliului de Directori al Societății pe Acțiuni „Orhei-VIT”[230]
- Viktoras Baublys⁠(d), Ambasador Extraordinar și Plenipotențiar al Republicii Lituania în Republica Moldova[231]
- Xenia Nicolaev, veteran al sportului[232]
- Nicolae Doboș, colonel de poliție[233]
- Valeriu Obadă, șef al Direcției Medicale a Ministerului Afacerilor Interne[234]
- Tatiana Șchiliova, șef de secție la Spitalul Militar al Ministerului Afacerilor Interne[234]
- Anatoli Jar, dirijor al Capelei Corale Academice „Doina”[235]
- Vasile Reaboi, colonel de poliție[236]
- Valentina Cojocaru, Artistă a Poporului[237]
- Anatolie Popușoi, director general al Agenției pentru Silvicultură „Moldsilva”[238]

### 2006
- Grigore Policinschi, președinte al raionului Dubăsari[239]
- Gheorghe Ursachi, director general al Societății pe Acțiuni „Moldtelecom”[240]
- Fiodor Ianioglo, director al Societății cu Răspundere Limitată „Maidan-Grup”, Găgăuzia[241]
- Grigore Varanița, șef de direcție la Serviciul Vamal[242]
- Nicolae Darii, actor la Teatrul Național „Mihai Eminescu”[243]
- Dumitru Ursu, ex-prim-viceguvernator al Băncii Naționale a Moldovei[244]
- Tatiana Pavliuc, director al Firmei Agricole „Plaiul Bîrlădean”, raionul Ocnița[245]
- Vitali Maidanic, inginer proiectant la Uzina Mecanică „Artmet” S.A.[246]
- Leonid Panaida, lăcătuș la Uzina Mecanică „Artmet” S.A.[246]
- Oleg Șapoșnicov, comandant de aeronavă-instructor la Întreprinderea de Stat Compania Aeriană „Air Moldova”[247]
- Vasili Panciuc, primar al municipiului Bălți[248]
- Vasile Colța, director pentru sport al Federației de Judo din Republica Moldova[249]
- Ion Constandoglo, șef de catedră la Universitatea Pedagogică de Stat „Ion Creangă”[250]
- Eugeniu Plohotniuc, șef de catedră la Universitatea de Stat „Alecu Russo” din Bălți[250]
- Mihail Mogorean, director al Casei Teritoriale de Asigurări Sociale Ocnița[251]
- Valentin Dergaciov, director al Institutului Patrimoniului Cultural al Academiei de Științe a Moldovei[252]
- Victor Uncuță, medic-șef al Spitalului Raional Ungheni[253]
- Valerian Lozanu, mecanic la Societatea pe acțiuni „Alfa-Nistru” din orașul Soroca[254]
- Valeriu Ciapchin, președinte al Companiei Industriale de Construcții „INCONEX-COM” SRL[255]
- Dumitru Prijmireanu, deputat în Parlament[256]
- Alexandru Ohotnicov, șef al Serviciului acte ale Președintelui al Direcției drept și relații publice a Aparatului Președintelui Republicii Moldova[257]
- Nina Dănilă, fostă învățătoare la Școala Primară nr. 53 din municipiul Chișinău[258]
- Evgheni Pisov, președinte al raionului Orhei[259]
- Artur Keiserman, director general al Societății pe Acțiuni „Azurit”, municipiul Chișinău[260]
- Constantin Gaindric, președinte al Consiliului Național pentru Acreditare și Atestare[261]
- Anatolie Franțuz, director al Școlii-Internat Speciale pentru Copii Hipoacuzici, satul Hîrbovăț, raionul Călărași[262]
- Elena Muraru, prorector pentru activitatea didactică la Universitatea de Stat din Moldova[263]
- Vladimir Eremciuc, vicepreședinte al Comisiei pentru protecție socială, sănătate și familie a Parlamentului[264]
- Valeriu Cozma, profesor universitar la Universitatea de Stat din Moldova[265]
- Mariana Caldare, profesoară de istorie la Liceul Teoretic din satul Gura Galbenei, raionul Cimișlia[266]
- Anatol Fetescu, președinte al Asociației Național-Culturale a Moldovenilor din Ucraina, orașul Odesa[267]
- Ivan Constantinov, șef de laborator la Institutul de Pedologie și Agrochimie „Nicolae Dimo”[268]
- Vasile Ouatu, manager-șef al Centrului Republican Experimental Protezare, Ortopedie și Reabilitare[269]
- Anatolie Izbînda, vicedirector general al Agenției Construcții și Dezvoltare a Teritoriului[270]
- Serafim Ciugureanu, director al Societății pe Acțiuni „Mărculești-Combi”, orașul Florești[271]
- Valeriu Bulgari, președinte al Uniunii Republicane a Asociațiilor Producătorilor Agricoli „UniAgroProtect”[272]
- Boris Gamurari, Ambasador Extraordinar și Plenipotențiar al Republicii Moldova în Republica Polonia[273]
- Nicolae Bondarciuc, președinte al Comisiei pentru politică economică, buget și finanțe a Parlamentului[274]
- Alla Mironic, președinte al Consiliului Republican al Veteranilor[275]
- Nicolae Ghibu, regizor și scenarist[276]
- Petru Silivestru, viceministru al ecologiei și resurselor naturale[277]
- Grigore Sîrbu, președinte al raionului Criuleni[278]
- Vasilii Spatari, vicepreședinte al raionului Briceni[279]

### 2007
- Raisa Chideasova, specialist principal în procuratura raionului Strășeni[280]
- Nikolai Kiktenko, director al Societății cu Răspundere Limitată „Gospodarul”, raionul Fălești[281]
- Grigore Chetrari, medic-șef al Spitalului Clinic Municipal Bălți[282]
- Vasile Guțu, conferențiar universitar la Universitatea de Stat de Medicină și Farmacie „Nicolae Testemițanu” (USMF)[283]
- Sofia Sîrbu, profesor universitar la USMF[283]
- Victor Kostețki, rector al Universității Slavone[284]
- Tudor Beșleaga, președinte al Consiliului de directori al Societății pe Acțiuni „Orhei-Vit”[285]
- Gheorghe Duca, președinte al Academiei de Științe a Moldovei[286]
- Alina Ianucenco, judecătoare la Curtea Constituțională[287]
- Victor Ștefaniuc, director artistic al Teatrului Municipal de Păpuși „Guguță”, Chișinău[288]
- Vasile Bolocan, director adjunct al Școlii Sportive Specializate de Box, Lupte Libere și Kickboxing[289]
- Mihail Martînenco, vicepreședinte al Colegiului Penal al Curții Supreme de Justiție[290]
- Maia Ionco, redactor-șef adjunct al Ziarului „Kișiniovskie novosti”[291]
- Vasilița Cozlov, președinte al Organizației Veteranilor din raionul Călărași[292]
- Oleg Mantorov, membru al cârmuirii Organizației pentru Apărarea Drepurilor Slavilor „VECE”, deputat în Parlament[293]
- Tudor Tătaru, director general al Centrului de Creație „Satul Moldovenesc - Buciumul”[294]
- Mihai Ciorici, director al Societății pe Acțiuni „D. Invest-Deservirea”, orașul Nisporeni[295]
- Efim Agachi, deputat în Parlament[296]
- Veaceslav Majeru, manager general al Întreprinderii cu Capital Străin „MARR SUGAR Moldova” SRL[297]
- Oleg Reidman, consilier al Președintelui Republicii Moldova în problemele economice[298]
- Nicolae Gaviuc, președinte al raionului Ungheni[299]
- Serghei Evstratiev, membru al colegiului de redacție al Ziarului „Nezavisimaia Moldova” («Независимая Молдова»)[300]
- Lidia Șutca, director al Liceului Teoretic „A.S.Pușkin” din municipiul Chișinău[301]
- Timofei Galiț, director al Muzeului de Istorie și Etnografie din satul Doroțcaia, raionul Dubăsari[302]
- Petru Axenti, director-manager al Societății pe Acțiuni „CET-NORD”[303]
- Gheorghe Baciu, director al Centrului de Medicină Legală[304]
- Olga Calin, șefă de secție la Policlinica Asociației Curativ-Sanatoriale și de Recuperare[305]
- Gheorghe Bagrin, primar al satului Pelinia, raionul Drochia[306]
- Nicolae Gumenîi, șef al Aparatului Guvernului[307]
- Serafima Borgan, secretar al Comisiei pentru politică externă și integrare europeană a Parlamentului[308]
- Vladimir Dubelari, arhitect-șef al proiectului de restaurare a Complexului Monastic Căpriana[309]
- Afanasi Gaidarlî, agronom-șef la gospodăria colectivă „Pobeda”, UTA Găgăuzia[310]
- Igor Crapivca, director al Companiei „Orvento-Metall Traiding Co.” S.R.L.[311]
- Alexandr Pincevschii, președinte al Consiliului de directori al Holdingului „Elita-5”[311]
- Vladimir Plahotniuc, director general al Întreprinderii cu Capital Străin „Petrom-Moldova” S.A.[311]
- Feyruz Isayev, președinte al Consiliului Consultativ al Societății cu Răspundere Limitată „Lukoil-Moldova”[312]
- Vladimir Țincler, membru al Comitetului Executiv al Federației Moldovenești de Fotbal[313]
- Ghenadie Babaian, director al Școlii Medii de Cultură Generală nr. 13 din municipiul Chișinău[314]
- Vasile Chirtoca, președinte al Companiei „DAAC-Hermes” S.A.[315]
- Ghenadie Abașchin, președinte al Consiliului de Administrație al Societății pe Acțiuni „Moldovagaz”[316]
- Ilia Burlak, conducător de brigadă în Gospodăria Colectivă „Put' Lenina” («Путь Ленина»), satul Brezoaia, raionul Ștefan Vodă[317]
- Nistor Dîrzu, președinte al Cooperativei Agricole de Producție „La Fontan”, comuna Balatina, raionul Glodeni[317]
- Gheorghe Lungu, primar al satului Caracușenii Vechi, raionul Briceni[318]
- Franz Jozef Radlherr, președinte al Consiliului de administrare al Centrului pentru Copii „Concordia – Orășelul Copilăriei”[319]
- Mihail Ciobanu, solist-vocalist în Orchestra de Muzică Populară „Folclor” a Filarmonicii Naționale „Serghei Lunchevici”[320]
- Aftenie Zadic, instalator electric la Societatea pe Acțiuni „Electron”[321]
- Gheorghe Brînză, șef de secție la Spitalul Clinic Republican[322]

### 2008
- Nicolai Cervencov, rector al Universității de Stat din Taraclia[323]
- Teodor Olaru, vicepreședinte al Camerei de Comerț și Industrie[324]
- Anatolie Dubrovschi, director al Complexului „Casa Presei”[325]
- Alexandru Burian, director al Institutului de Istorie, Stat și Drept al Academiei de Științe a Moldovei[326]
- Anatoli Șpelenco, președinte al Consiliului Organizației Veteranilor din raionul Glodeni[327]
- Simion Musteața, șef de laborator la Institutul de Cercetări Științifice pentru Porumb și Sorg[328]
- Paulina Semeniuc, director al Gimnaziului „Vasile Gangal” din satul Horodiște, raionul Dondușeni[329]
- Arhip Cibotaru, publicist, fost membru al Consiliului Coordonator al Audiovizualului[330]
- Igor Dodon, ministru al economiei și comerțului[331]
- Maria Borta, președinte al Casei Naționale de Asigurări Sociale[332]
- Vladimir Ciobanu, președinte al Comisiei pentru administrația publică, ecologie și dezvoltarea teritoriului a Parlamentului[333]
- Valentin Todercan, președinte al Companiei „Teleradio-Moldova”[334]
- Ion Verbeniuc, șef al Centrului tehnic TV al Companiei „Teleradio-Moldova”[334]
- Ilie Lupu, profesor universitar la Universitatea de Stat din Tiraspol[335]
- Lidia Lupu, șef al Direcției teritoriale control administrativ Hîncești[336]
- Alexandru Roman, rector al Academiei de Administrare Publică de pe lângă Președintele Republicii Moldova (AAP)[337]
- Emilian Ciobu, șef de direcție la AAP[338]
- Lina Bantîș, cercetător științific coordonar la Institutul de Tehnologii Alimentare[339]
- Andrei Gherman, medic-șef al Dispensarului Dermatovenerologic Republican[340]
- Nicolae Leșan, medic-șef adjunct al Spitalului Republican al Asociației Curativ-Sanatoriale și de Recuperare[340]
- Alexandr Bilinchis, președinte al Congresului Evreiesc din Moldova[341]
- Sava Bîcu, director al Școlii Auxiliare-Internat din satul Visoca, raionul Soroca[342]
- Piotr Cojuhari, director al Filialei interraionale din municipiul Chișinău a Băncii Comerciale „Banca Socială” SA[343]
- Oleg Ciocoi, vicedirector al Societății Vânătorilor și Pescarilor din Republica Moldova[344]
- Tudor Ctitor, director al Întreprinderii de Stat „Combinatul Poligrafic din Chișinău”[345]
- Vasile Parasca, medic-șef al Spitalului Clinic al Ministerului Sănătății[346]
- Vasile Vrancean, prorector al Universității Agrare de Stat din Moldova[347]
- Vladimir Gori, mecanic-excavatorist la Coloana mecanizată nr. 15, Stația Bender[348]
- Dumitru Gornostal, mecanic la Stația de mașini de cale nr. 294, Stația Răuțel[348]
- Ion Ursu, director general al Societății pe Acțiuni „Lusmecon”[348]
- Vladimir Vieru, vicedirector general al Întreprinderii de Stat „Calea Ferată din Moldova”[348]
- Evghenii Berdnicov, director general adjunct al Societății pe Acțiuni „Combinatul de Ciment din Rîbnița”[349]
- Vladimir Caușnean, buldozerist la Asociația Raională de Producție, Reparație și Exploatare Ștefan Vodă, Agenția „Apele Moldovei”[350]
- Valeriu Cazac, director al Serviciului Hidrometeorologic de Stat[350]
- Andrei Copancean, excavatorist la Asociația Raională de Producție, Reparație și Exploatare Ștefan Vodă, Agenția „Apele Moldovei”[350]
- Iuri Onofriiciuc, primar al orașului Vadul lui Vodă[350]
- Mihail Pencov, vicedirector general al Agenției „Apele Moldovei”[350]
- Vitalie Vrabie, ministru al apărării[350]
- Dumitru Iazan, pictor al Bisericii „Sfântul Gheorghe” din Complexul Monastic „Căpriana”[351]
- Iurie Iazan, pictor al Bisericii „Sfântul Gheorghe” din Complexul Monastic „Căpriana”[351]
- Veaceslav Gojan, medaliat cu bronz la proba de pugilism la Jocurile Olimpice de vară din 2008[352]
- Alexandr Rotari, director adjunct al Institutului de Fitotehnie „Porumbeni”[353]
- Anastasia Rîbca, șefă de secție la Societatea pe Acțiuni „Floare-Carpet”[354]
- Vladimir Țurcan, președinte al Comisiei juridice, pentru numiri și imunități a Parlamentului[355]
- Pavel Marcenco, director general al Societății pe Acțiuni „Tezeu-Lux”, satul Vălcineț, raionul Ocnița[356]
- Serghei-Stalmir Tiranin, actor la Teatrul Dramatic Rus de Stat „A.P. Cehov”[357]
- Gheorghe Russu, director general al Companiei Naționale de Asigurări în Medicină[358]
- Haralambie Lazăr, primar al comunei Mingir, raionul Hîncești[359]
- Valeriu Tarasov, director general al Firmei Științifice de Producție „EXTREMUM”, municipiul Chișinău[359]
- Anatolie Gorodenco, ministru al agriculturii și industriei alimentare[360]
- Evgheni Smolin, arhitect-șef de proiect, Societatea cu Răspundere Limitată „Glorinal”[361]
- Valentin Soltan, șef de șantier, Societatea cu Răspundere Limitată „Glorinal”[361]
- Tudor Șeptelici, director al Societății pe Acțiuni „Codreanca”, orașul Nisporeni[362]
- Petru Stratulat, prim-vicedirector al Institutului de Cercetări Științifice în Domeniul Ocrotirii Sănătății Mamei și Copilului[363]
- Anna Gramma, director general al Societății cu Răspundere Limitată „Anagrama-Grup”, municipiul Chișinău[364]
- Gheorghe Airini, director al Societății cu Răspundere Limitată „AGDAV”, orașul Glodeni[365]
- Vasile Cireș, director al Societății cu Răspundere Limitată „Logofăt-Prim”, comuna Logofteni, raionul Fălești[365]
- Vasile Harea, director general al Întreprinderii de Stat „Moldsuinhibrid”, orașul Orhei[365]
- Vladimir Jardan, director al Societății pe Acțiuni „JLC”, municipiul Chișinău[365]
- Mihail Lupu, președinte al Cooperativei Agricole de Producție „Grupfruct-LG”, comuna Colicăuți, raionul Briceni[365]
- Nicolae Rotari, conducător al Societății cu Răspundere Limitată „Demeder-Com”, comuna Prajila, raionul Florești[365]
- Valeriu Sava, ministru consilier, însărcinat cu afaceri ad-interim al Ambasadei Republicii Moldova în Federația Rusă[366]
- Constantin Andreev, director al Întreprinderii de Stat Editura „Universul”[367]
- Sergiu Cibotaru, președinte al biroului executiv al Cooperativei de Consum „Universcoop” Leova[368]
- Vasile Grosu, președinte al biroului executiv al Uniunii Cooperativelor de Consum „Urecoop” Strășeni[368]
- Gheorghe Cojocari, membru al Curții de Conturi[369]
- Anatoli Iamboglo, director al Întreprinderii pentru Silvicultură „Hîncești-Silva”[370]
- Ivan Boțan, maior de poliție[371]
- Igor Apostolov, arhitect-șef la Institutul de Stat de Proiectare „Ruralproiect”[372]
- Igor Savin, director-manager al Societății pe Acțiuni „Rețelele Electrice de Distribuție Nord”[373]

### 2009
- Nina Lupan, viceministru al finanțelor[374]
- Dmitri Nicolaev, director al Societății cu Răspundere Limitată „Fetnecvin” din satul Congaz, UTA Găgăuzia[375]
- Sergiu Cuzuioc, director al Colegiului de Zootehnie și Medicină Veterinară, satul Brătușeni, raionul Edineț[376]
- Ivan Cantarajiu, director al Întreprinderii Individuale „ACAR Cantarajiu”, municipiul Chișinău[377]
- Iurie Hangan, arhitect-șef de proiect la Institutul Național de Cercetări și Proiectări „Urbanproiect”[377]
- Vladimir Semențul, șef al Secției Asistență Socială și Protecție a Familiei a Primăriei municipiului Bălți[378]
- Aurel Grosu, director adjunct al Institutului de Cardiologie[379]
- Demian Carastan, șef de laborator la Institutul de Fitotehnie „Porumbeni”[380]
- Ivan Bannikov, veteran al muncii, director general al Societății cu Răspundere Limitată „TINA”, municipiul Chișinău[381]
- Grigore Gacikevici, președinte al Societății pe Acțiuni „Banca de Economii”[382]
- Vasilii Șova, ministru al reintegrării[382]
- Mihail Postu, șef al Inspectoratului Fiscal de Stat Ungheni[383]
- Valeriu Bogdan, director general al Societății pe Acțiuni „Promtehgaz”, municipiul Chișinău[384]
- Elena Stempovscaia, președinte al Asociației de Nursing din Republica Moldova[385]
- Galina Bulat, viceministru al educației și tineretului[386]
- Liuția Misiura, ex-director al Gimnaziului din satul Buzduganii de Sus, raionul Ungheni[387]
- Serghei Lațanovschi, președinte al Bursei imobiliare „Lara” S.R.L.[388]
- Anatolie Ghilaș, membru al Curții de Conturi[389]
- Piotr Codreanu, conducător al Instituției Publice „Căpitănia Portului Giurgiulești”[390]
- Elvira Grîu, director al Liceului Teoretic „Mircea Eliade” din municipiul Chișinău[391]
- Pavel Buceațchi, ministru al dezvoltării informaționale[392]
- Ludmila Borgula, membru al Comisiei pentru drepturile omului[393]
- Iosif Chetraru, membru al Comisiei pentru drepturile omului[393]
- Boris Ștepa, membru al Comisiei pentru cultură, știință, învățământ, tineret, sport și mijloace de informare în masă[393]
- Vladimir Bogdan, consultant principal în Serviciul acte ale Președintelui al Direcției drept și relații publice a Aparatului Președintelui Republicii Moldova[394]
- Oxana Domenti, consilier al Președintelui Republicii Moldova în problemele dezvoltării sociale[394]
- Viorelia Moldovan-Batrînac, consilier al Președintelui Republicii Moldova în problemele culturii, învățământului și științei[394]
- Alina Russu, șef al Direcției generale a Aparatului Președintelui[394]
- Maria Suharschi, consultant principal în Aparatul Președintelui[394]
- Damian Munteanu, prim-vicepreședinte al Consiliului Organizației Veteranilor din Republica Moldova[395]
- Gheorghe Bodolica, director al Palatului de cultură din orașul Ungheni[396]
- Constantin Cheleș, director al Întreprinderii de Stat „At-Prolin” din orașul Ceadîr-Lunga[397]
- Grigore Coșneanu, șef de secție la Centrul pentru Combaterea Crimelor Economice și a Corupției[398]
- Iuri Drukker, președinte al Consiliului director al Societății pe Acțiuni „Floarea Soarelui” din municipiul Bălți[399]
- Lazar Finchelștein, medic-coordonator la Centrul de sănătate din satul Dezghingea, UTA Găgăuzia[400]
- Stanislav Groppa, șef de catedră la Universitatea de Stat de Medicină și Farmacie „Nicolae Testemițanu”[400]
- Boris Sandu, medic-șef al Centrului de Medicină Preventivă Florești[400]
- Valeriu Ostalep, viceministru al afacerilor externe și integrării europene[401]
- Iurie Zidu, director general interimar al Administrației de Stat a Aviației Civile[401]
- Oleg Morii, consultant la Agenția Agroindustrială „Moldova-Vin”[402]
- Valeriu Reniță, director general al Agenției Informaționale de Stat „Moldpres”[403]
- Ion Robu, Ambasador Extraordinar și Plenipotențiar al Republicii Moldova în Republica Azerbaidjan[404]
- Dumitru Cambur, șef al Direcției principale cultură și turism, UTA Găgăuzia[405]
- Ion Luchianov, membru al Lotului Național de Atletism[406]
- Lidia Guțu, Ambasador Extraordinar și Plenipotențiar al Republicii Moldova în Republica Bulgaria[407]
- Victor Mîndru, secretar al Comisiei pentru politică externă și integrare europeană a Parlamentului[408]
- Anatolie Spivacenco, viceministru al agriculturii și industriei alimentare[409]
- Alexandru Luncari, director adjunct al Serviciului de Informații și Securitate al Republicii Moldova[410]
- Ivan Bogdan, director al Școlii Sportive Specializate de Box, Lupte Libere și Kickboxing[411]
- Serghei Drobot, redactor-șef al ziarului „Noutățile Chișinăului”[412]
- Valentin Bodiștean, director general al Societății cu Răspundere Limitată „Valiexchimp”[413]
- Leonid Volneanschi, director general al Întreprinderii Mixte „ELAT” S.A.[413]
- Anatoli Podmîșalski, șef de direcție la Societatea pe Acțiuni Deschise „Gazprom” din Federația Rusă[414]
- Victor Lozan, director al Școlii de Arte Plastice pentru Copii din orașul Soroca[415]

- Gheorghe Avornic, profesor universitar, decan al Facultății de drept a Universității de Stat din Moldova[416]
- Iurie Sedlețchi, profesor universitar la Universitatea de Stat din Moldova[416]
- Mircea Moldovan, director al Societății cu Răspundere Limitată „Magistrala-Nistru”, orașul Soroca[417]
- Valeriu Sterea, director general al Întreprinderii Mixte „Balcantir” S.R.L., municipiul Chișinău[417]
- Veaceslav Didâc, director executiv adjunct al Institutului Național al Justiției[418]
- Mihail Formuzal, Guvernator (Bașkan) al Găgăuziei (Gagauz-Yeri)[419]
- Serghei Taran, director al Instituției de Învățământ „Centrul de Instruire a Personalului pentru Transporturi Internaționale” din municipiul Chișinău[420]
- Alexandru Balan, conducător al Societății cu Răspundere Limitată „Mais”, satul Bălăbănești, raionul Criuleni[421]
- Ion Balan, conducător al Societății cu Răspundere Limitată „Podgoreni”, satul Lingura, raionul Cantemir[421]
- Gheorghe Bejenari, director al Societății cu Răspundere Limitată „Hambarul-Agro”, satul Cobani, raionul Glodeni [421]
- Victor Bucarciuc, vicedirector științific al Institutului Științifico-Practic de Horticultură, Viticultură și Tehnologii Alimentare, municipiul Chișinău[421]
- Petru Ceban, conducător al Gospodăriei Țărănești „Ceban Petru”, satul Echimăuți, raionul Rezina[421]
- Ion Chilianu, director al Societății cu Răspundere Limitată „Codru-ST”, orașul Bucovăț, raionul Strășeni[421]
- Nicolae Cotorobai, director al Societății cu Răspundere Limitată „Vatra Răzășească”, comuna Răzeni, raionul Ialoveni[421]
- Sergiu Dolișcinschi, director al Societății pe Acțiuni „Cereale-Cupcini”, orașul Cupcini, raionul Edineț[421]
- Valentina Marciuc, director al Gospodăriei Țărănești „Marciuc Valentina”, satul Iarova, raionul Soroca[421]
- Nicolai Micu, director al Societății cu Răspundere Limitată „Madino Agro”, satul Olișcani, raionul Șoldănești[421]
- Eugen Pîslaru, director general al Întreprinderii Mixte „Sălcuța” SRL, satul Sălcuța, raionul Căușeni[421]
- Ion Soltan, director al Agrofirmei „Tehnoif-Agro” SRL, satul Pohrebeni, raionul Orhei[421]
- Andrei Uzun, director al Societății cu Răspundere Limitată „CAFADAR”, satul Congaz, raionul Comrat[421]
- Grigore Barbu, primar al comunei Pelivan, raionul Orhei[422]
- Victor Bajereanu, director al Societății cu Răspundere Limitată „Vilora-VS” din satul Stolniceni, raionul Edineț[423]
- Vasile Odoleanu, redactor-șef al Publicației Periodice „Viticultura și Vinificația în Moldova”[424]
- Tamara Bodiu, asistentă medicală la Spitalul Clinic Republican[425]
- Lidia Hanganu, director al Spitalului raional Ialoveni[425]
- Mihail Vangheli, șef de catedră la Universitatea Tehnică a Moldovei[426]
- Veaceslav Strișcă, primar al comunei Pohrebeni, raionul Orhei[427]
- Eugeniu Țurcanu, director medical al Centrului Republican de Diagnosticare Medicală[428]
- Vasilii Ciobanu, membru al Uniunii Jurnaliștilor din Moldova[429]